# Bluewell (Virginia Occidental)
Bluewell es un lugar designado por el censo ubicado en el condado de Mercer en el estado estadounidense de Virginia Occidental. En el Censo de 2010 tenía una población de 2184 habitantes y una densidad poblacional de 186,48 personas por km².

## Geografía
Bluewell se encuentra ubicado en las coordenadas 37°18′53″N 81°15′21″O / 37.31472, -81.25583. Según la Oficina del Censo de los Estados Unidos, Bluewell tiene una superficie total de 11.71 km², de la cual 11.64 km² corresponden a tierra firme y (0.62%) 0.07 km² es agua.

## Demografía
Según el censo de 2010, había 2184 personas residiendo en Bluewell. La densidad de población era de 186,48 hab./km². De los 2184 habitantes, Bluewell estaba compuesto por el 95.74% blancos, el 2.15% eran afroamericanos, el 0.14% eran amerindios, el 0% eran asiáticos, el 0% eran isleños del Pacífico, el 0.05% eran de otras razas y el 1.92% pertenecían a dos o más razas. Del total de la población el 0.18% eran hispanos o latinos de cualquier raza.